# Tykocin
Tykocin város Lengyelországban, a Podlasiei vajdaságban.

## Története
Első említése a 11. századból származik. 1425-ben kapott városi jogot. 1807-ben a tilsiti békével a Varsói Hercegséghez került, majd 1815-ben a Kongresszusi Lengyelország részeként újra az Orosz Birodalomé lett. 1941-ben a város zsidó lakosságát összegyűjtötték és a Łopuchowói-erdőben kivégezték.

## Látnivalók
- 15. században épült, majd a 16. században kibővített vár
- 1642-ben épült barokk zsinagóga
- barokk Szentháromság-templom
- 18. századi katonai kórház
- Stefan Czarniecki hadvezér 18. századi szobra

## Fordítás
- Ez a szócikk részben vagy egészben  a   Tykocin című angol Wikipédia-szócikk fordításán alapul.  Az eredeti cikk szerkesztőit annak laptörténete sorolja fel. Ez a jelzés csupán a megfogalmazás eredetét és a szerzői jogokat jelzi, nem szolgál a cikkben szereplő információk forrásmegjelöléseként.